# Lochnaw Castle

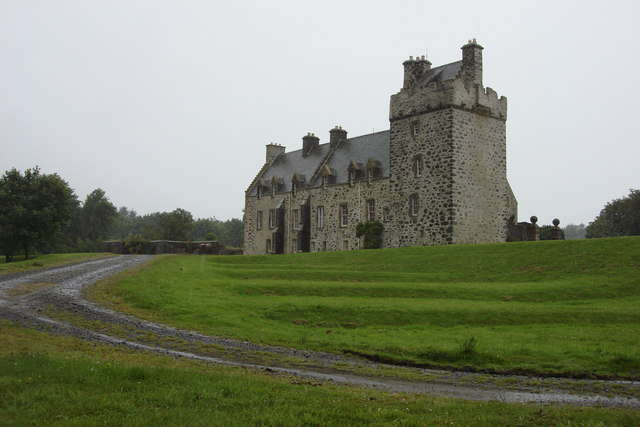
Lochnaw Castle, 2007

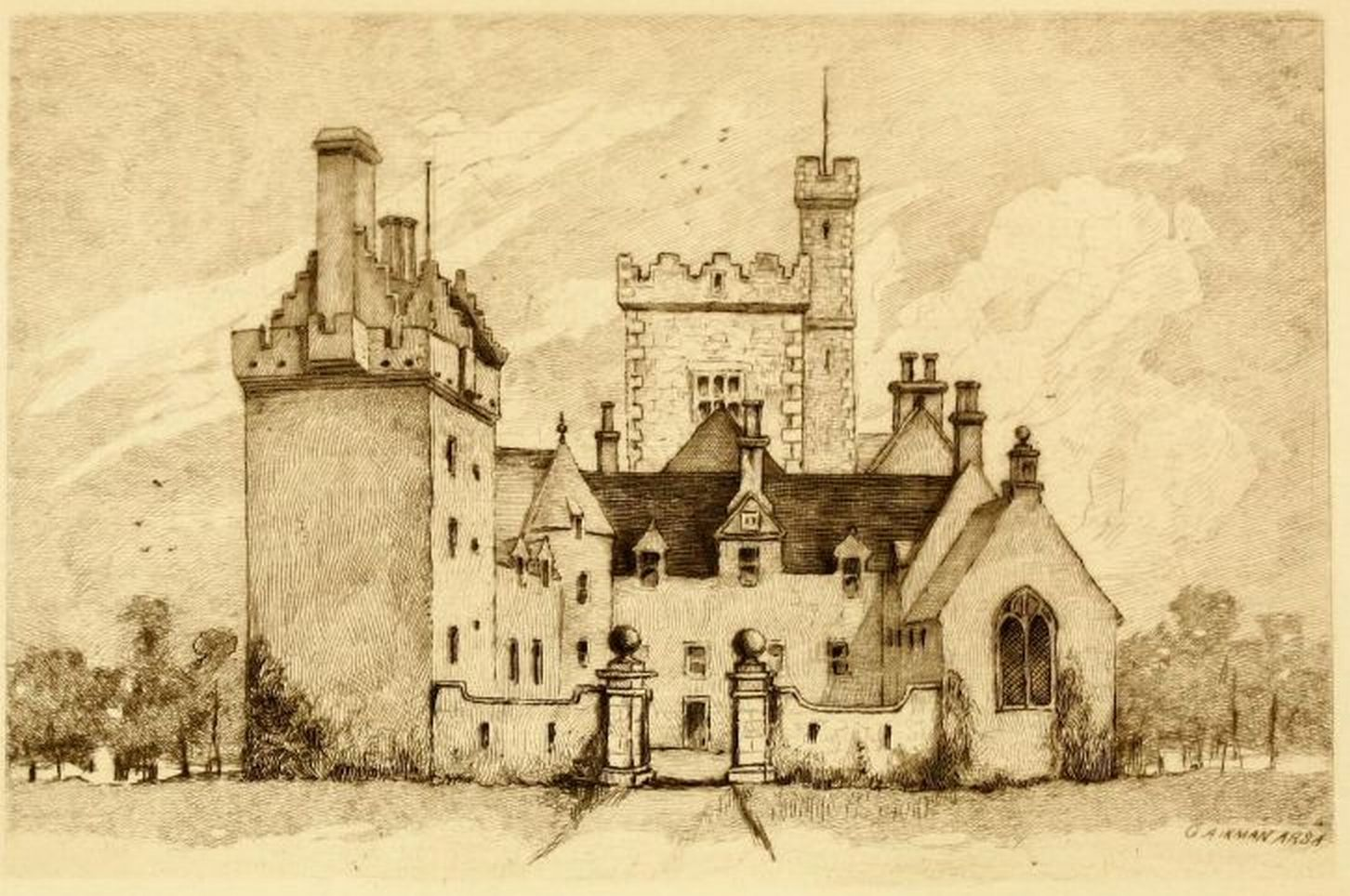
Lochnaw Castle, 1893

Lochnaw Castle ist ein Herrenhaus nahe der schottischen Ortschaft Leswalt in der Council Area Dumfries and Galloway. 1972 wurde das Bauwerk in die schottischen Denkmallisten in der höchsten Denkmalkategorie A aufgenommen. Außerdem sind verschiedene Außengebäude separat als Denkmäler geschützt. Hervorzuheben sind die zugehörigen Gärten, die wie das Hauptgebäude als Kategorie-A-Bauwerke klassifiziert sind.

## Geschichte
Der früheste Wehrbau namens Lochnaw Castle wird heute als Old Lochnaw Castle bezeichnet. Die auf einer kleinen Insel in Lochnaw Loch befindliche Festung wurde vor 1363 erbaut. Nach ihrer Eroberung durch Archibald Douglas, 3. Earl of Douglas im Jahre 1390 wurde sie aufgegeben. Heute sind nur noch Fragmente erhalten. Nachdem der Wasserspiegel des Sees im frühen 18. Jahrhundert abgesenkt wurde, wurde das Steinmaterial der Festung vermutlich zum Bau eines 1704 errichteten und zwischenzeitlich wieder abgebrochenen Flügels des heutigen Lochnaw Castles verwendet.
1426 wurde eine neue Festung am Südufer des Sees erbaut. Über dieses Bauwerk sind jedoch keine Details bekannt. Wahrscheinlich befand sie sich am selben Standort wie das heutige Herrenhaus. Dieses wurde 1663 für Sir Andrew Agnew, 2. Baronet erbaut. Ein aus dem 16. Jahrhundert stammendes Tower House des Vorgängerbauwerks wurde dabei integriert. Im Laufe der Jahrhunderte wurde das Herrenhaus erweitert.
Lochnaw Castle ist Stammsitz der Agnew Baronets, welche den Chief des Clans Agnew stellen.

## Gärten
Die um 1812 eingerichteten Gärten liegen rund 300 m südwestlich des Herrenhauses. Für die Gestaltung zeichnet John Hay verantwortlich. Eine Bruchsteinmauer umfriedet den unregelmäßig geformten, polygonalen Garten. Sie schließt mit einer Kappe aus rotem Sandstein ab. Entlang der Nordflanke besteht ein Segment aus Ziegelstein. Dort befanden sich einst Gewächshäuser, die jedoch nicht erhalten sind. Mehrere rundbogige Portale führen in die Gärten.
An einer Ecke an der Südostseite ist ein runder Pavillon in die Mauer integriert. Sein Bruchsteinmauerwerk ist mit Natursteineinfassungen abgesetzt und war zuvor verputzt. Zierbänder aus rotem Sandstein gliedern die Fassaden. Die Gartenseite ist mit Loggia gestaltet. Das abschließende schiefergedeckte Dach ruht auf vier Pfeilern.